# Flavia Fortunato
Flavia Fortunato (* 16. März 1964 in Cosenza) ist eine italienische Popsängerin und Fernseh- und Radiomoderatorin.

## Leben
Fortunato trainierte zehn Jahre lang Tanz und Gerätturnen. Als Turnerin nahm sie auch an professionellen Wettkämpfen teil. 1982 debütierte sie beim Label Yep mit der Single Delirio als Sängerin. Im Jahr darauf nahm sie mit dem Lied Casco blu am Sanremo-Festival teil und erreichte das Finale; die Single war auch ein kleinerer Erfolg. Im selben Jahr trat sie erstmals als Fernsehmoderatorin in Erscheinung und präsentierte die Rai-Musikshow Discoteca Festival. In den 1980er-Jahren war Fortunato im Fernsehen dauerpräsent, sowohl als Moderatorin als auch als Gast in populären Musiksendungen. Am Sanremo-Festival nahm sie – mit durchwachsenem Erfolg – noch weitere fünf Mal teil: 1984 (in der neu eingeführten Newcomer-Kategorie mit Aspettami ogni sera), 1986 (mit Verso il 2000), 1987 (mit Canto per te), 1988 (mit Una bella canzone) und 1992 (mit Per niente al mondo, im Duett mit Franco Fasano).
Im deutschsprachigen Raum wurde Fortunato durch ihren Auftritt in der ARD-Fernsehsendung Musikladen im Mai 1984 mit Aspettami ogni sera bekannt. Zudem fand ihre Single Canto per te als Filmmusik im Satirespielfilm Man spricht deutsh (1988) Verwendung. 1989 hatte sie ihren ersten Auftritt auf der italienischen Theaterbühne, an der Seite von Lando Buzzanca in L’opera da tre soldi (italienische Version der Dreigroschenoper). In den 1990er-Jahren gab sie die Musik auf und konzentrierte sich zunächst auf ihre Theater- und Fernseh-Karriere, zog sich schließlich jedoch ganz aus dem Showbusiness ins Familienleben zurück.

## Diskografie
Alben
- 1984 – Flavia (Five Record, FM 13529)
- 1986 – Verso il 2000 (Pipol, PLP 00444)
- 1990 – Piccole danze (Fonit Cetra, LPX 253)
- 1991 – Le donne chi sono (Fonit Cetra, LPX 262)

Singles
- 1982 – Delirio / Sola (Yep, 5390-749)
- 1982 – L’amore è / Non piangerò (Yep, 5390-758)
- 1983 – Casco blu / Promessa d'amore (Yep, 5390-760)
- 1983 – Rincontrarsi / Se tu vuoi (Yep, 5390-762)
- 1984 – Aspettami ogni sera / Stella di chi (Yep, ZBYE-7353)
- 1985 – C'è una ragione / Come stai (Five Record, FM-13087)
- 1986 – Verso il 2000 / E mi manchi un po' di più (Pipol, PNP-00663)
- 1986 – Nuovo amore mio / Un angelo (Pipol, PNP-00665)
- 1987 – Canto per te / Attimo blu (Yep, YNP 00993)
- 1988 – Una bella canzone / Anna lo sa (Fonit Cetra, SP 1863)
- 1992 – Per niente al mondo (mit Franco Fasano; Columbia, 657843)

## Belege
1. ↑  Maria Pia Fusco: Flavia Fortunato sono democristiana ma non raccomandata. In: La Repubblica. 7. Februar 1987, S. 22.
2. 1 2  Mirko Fini: Flavia Fortunato. In: La Voce Delle Donne. Abgerufen am 18. August 2014.
3. ↑  Dario Salvatori: Storia dell’Hit Parade. Gramese, 1989, ISBN 88-7605-439-1.
4. 1 2 3 4  Eddy Anselmi: Festival di Sanremo: almanacco illustrato della canzone italiana. Panini Comics, 2009, ISBN 88-6346-229-1.
5. ↑  Musikladen Folge 86. In: Fernsehserien.de. Abgerufen am 31. Mai 2020.
6. ↑  Soundtrack – Man spricht deutsh. In: Hitparade.ch. Hung Medien, abgerufen am 31. Mai 2020.
7. ↑  Alessandro Dell’Orto: Potevo essere la nuova Milva ma ho preferito fare la mamma. In: Libero. 18. Januar 2011.

| Personendaten    | Personendaten            |
| ---------------- | ------------------------ |
| NAME             | Fortunato, Flavia        |
| KURZBESCHREIBUNG | italienische Popsängerin |
| GEBURTSDATUM     | 16. März 1964            |
| GEBURTSORT       | Cosenza                  |